# Interventions militaires des États-Unis dans le monde

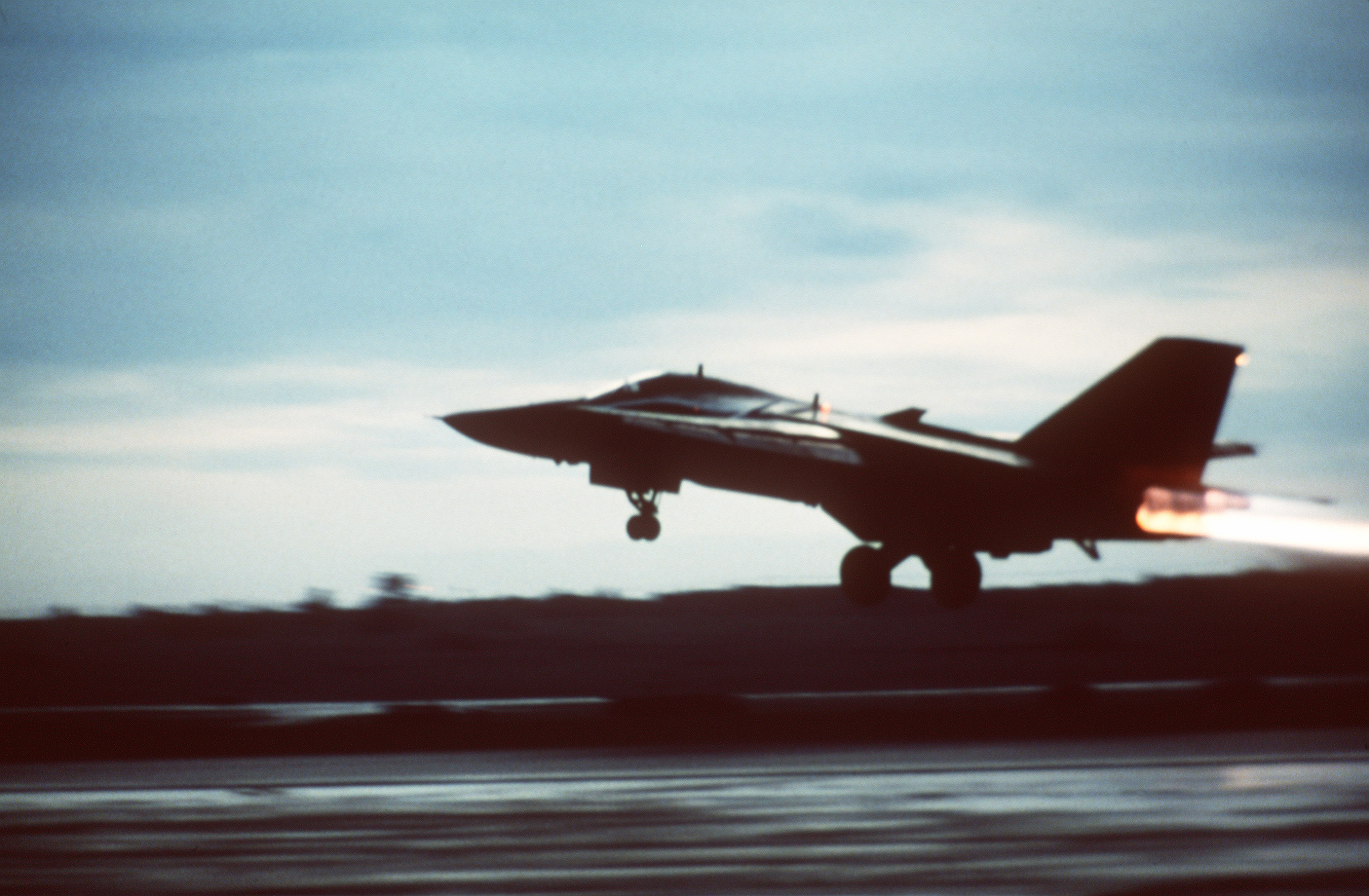
14 avril 1986, décollage d'un F-111 lors de l'opération El Dorado Canyon sur la Libye.

Les interventions militaires des États-Unis dans le monde sont très nombreuses depuis plus de 250 ans. Les causes sont parfois justifiées et parfois dénoncées par les institutions internationales.
Cette liste comprend des interventions militaires directes (guerres, envoi de forces armées des États-Unis) et indirectes (soutien logistique à des gouvernements ou à des mouvements, activité des services secrets). Des activités comme la lutte contre la piraterie ou les divers trafics illégaux (commerce des esclaves, trafic d'armes, et de stupéfiants) ne sont pas, sauf exception, retranscrites dans l'article.

## Liste des interventions

### 1775 à 1800

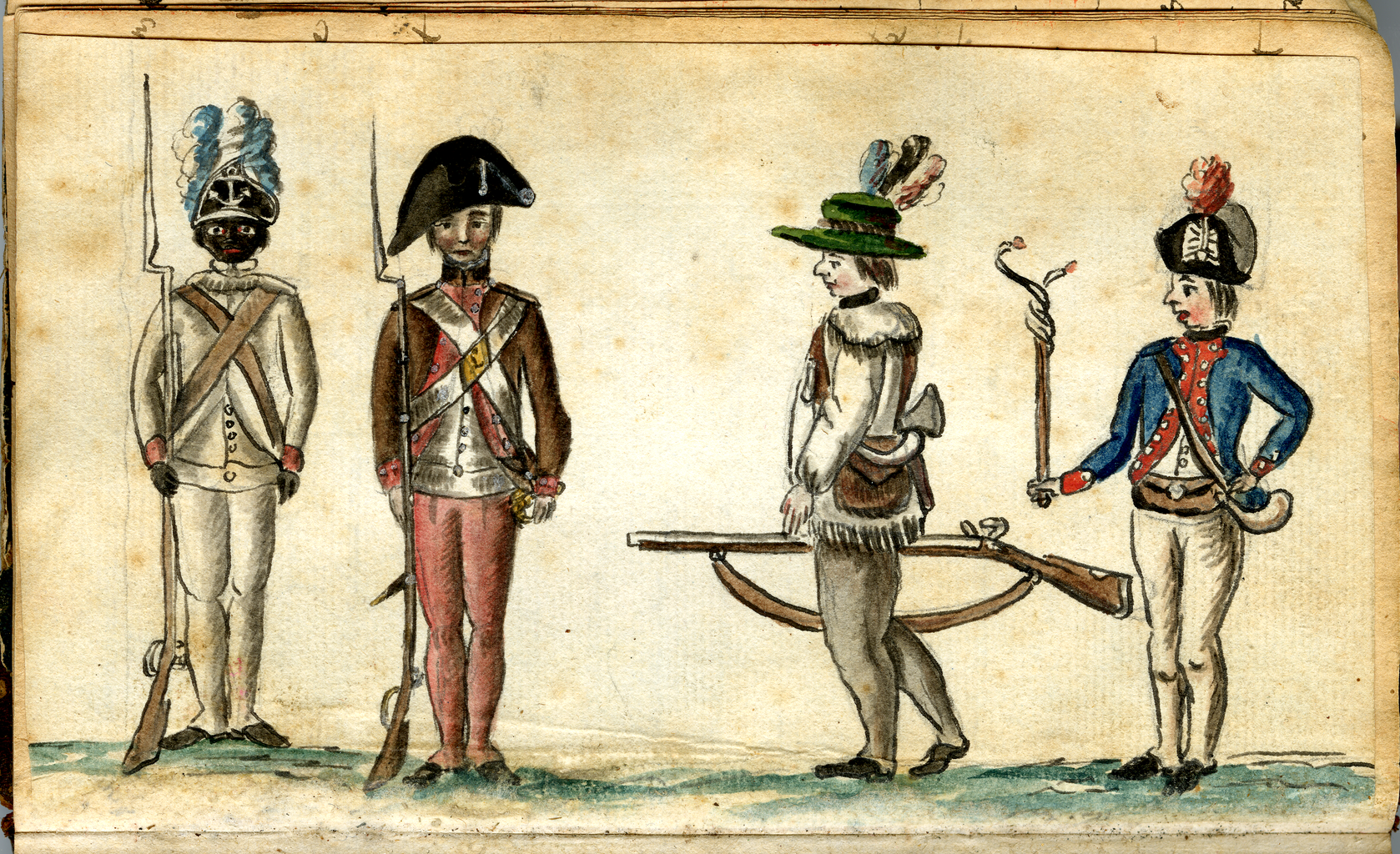
Soldats engagés dans la guerre d'indépendance

- 1775 à 1783 : Guerre d'indépendance des États-Unis.
- 1775-1776 : au Canada[2] et dans l'Atlantique au cours de la guerre d'indépendance des États-Unis.
- 1776-1795 : guerres cherokees-américains. Poursuite de la Seconde guerre cherokee, au cours de laquelle de nombreuses tribus autochtones tentent de mettre un terme à l'expansion des colons dans le Kentucky et le Tennessee.
- 1785-1795 : guerre amérindienne du Nord-Ouest, également connue sous le nom de guerre de Little Turtle, qui opposa les États-Unis à une confédération de plusieurs nations amérindiennes pour le contrôle du Territoire du Nord-Ouest.

Pas de guerre identifiée de 1796 à 1797.
- 1798 à 1800 : quasi-guerre, conflit naval contre la France révolutionnaire. Mer des Caraïbes et côtes nord-américaine de l'Atlantique. Terminé par le traité de Mortefontaine.
- 1799 : Fries Rebellion.

### 1800 à 1850

#### 1800
- 1801 à 1805 : guerre de Tripoli plus connue sous le nom de guerre barbaresque, le bey de Tripoli et ses alliés de Tunis et d'Alger déclarent la guerre aux États-Unis qui ne voulaient plus payer de tribut pour le passage de leurs navires.
- 1806 : l'expédition d'exploration Pike pénètre en territoire espagnol aux sources du Rio Grande.
- 1806 à 1810 : des navires de la marine américaine attaquent des navires corsaires français et espagnols dans les Caraïbes[3]

#### 1810

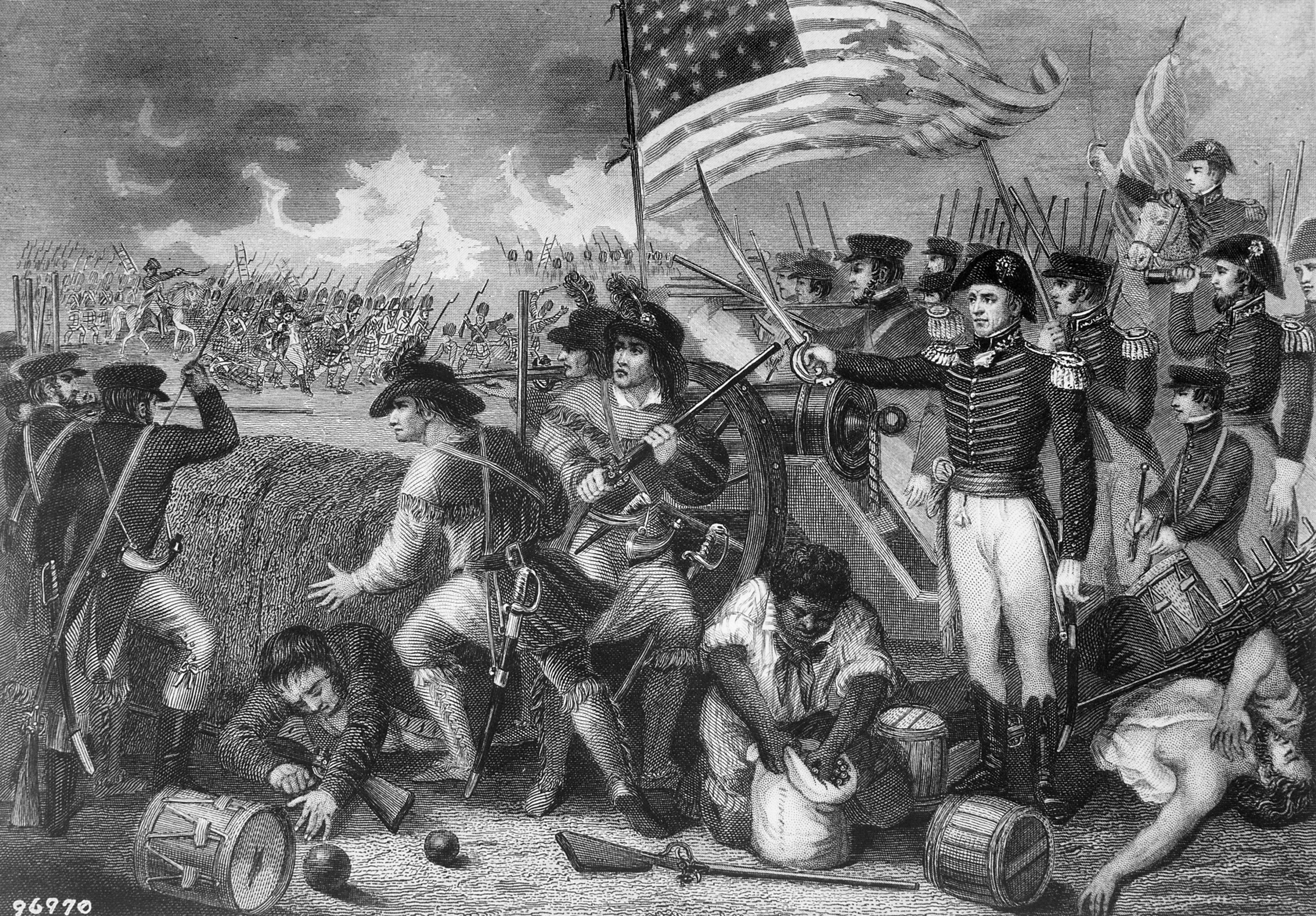
Bataille de La Nouvelle-Orléans, fin de la Guerre anglo-américaine de 1812, 1815.

- 1810 : des troupes envahissent la Floride occidentale, possession espagnole dont elles s'emparent.
- 1811 ; année sans guerre (?)
- 1812 : des troupes s'emparent d'Amelia Island et des territoires adjacents.
- 1812 à 1815 : guerre anglo-américaine de 1812 avec l'Empire britannique, comprend des opérations navales et terrestres.
- 1813 : les forces américaines s'emparent de Nuku Hiva dans les îles Marquises et établissent brièvement la première base américaine dans le Pacifique.
- 1815 : seconde guerre barbaresque contre la régence d'Alger, dirigée par le commodore Stephen Decatur, qui force le dey Omar à signer un traité mettant fin aux attaques de navires américains par les corsaires barbaresques.
- 1816 : Les forces américaines détruisent Negro Fort (en) en Floride.
- 1816 à 1818 : Première guerre séminole.

1819 ; année sans guerre (?)

#### 1830
- 1831 ; année sans guerre (?)

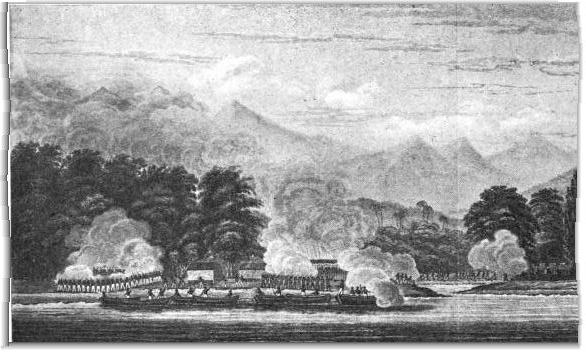
Première expédition de Sumatra.

- 1832, Première expédition de Sumatra.
- 1835 à 1842 : Deuxième guerre séminole.
- 1838, 2 janvier : Muckie (en) à Sumatra, un détachement de Marines protège des citoyens américains.
- 1838-1839, Seconde expédition de Sumatra.

#### 1840

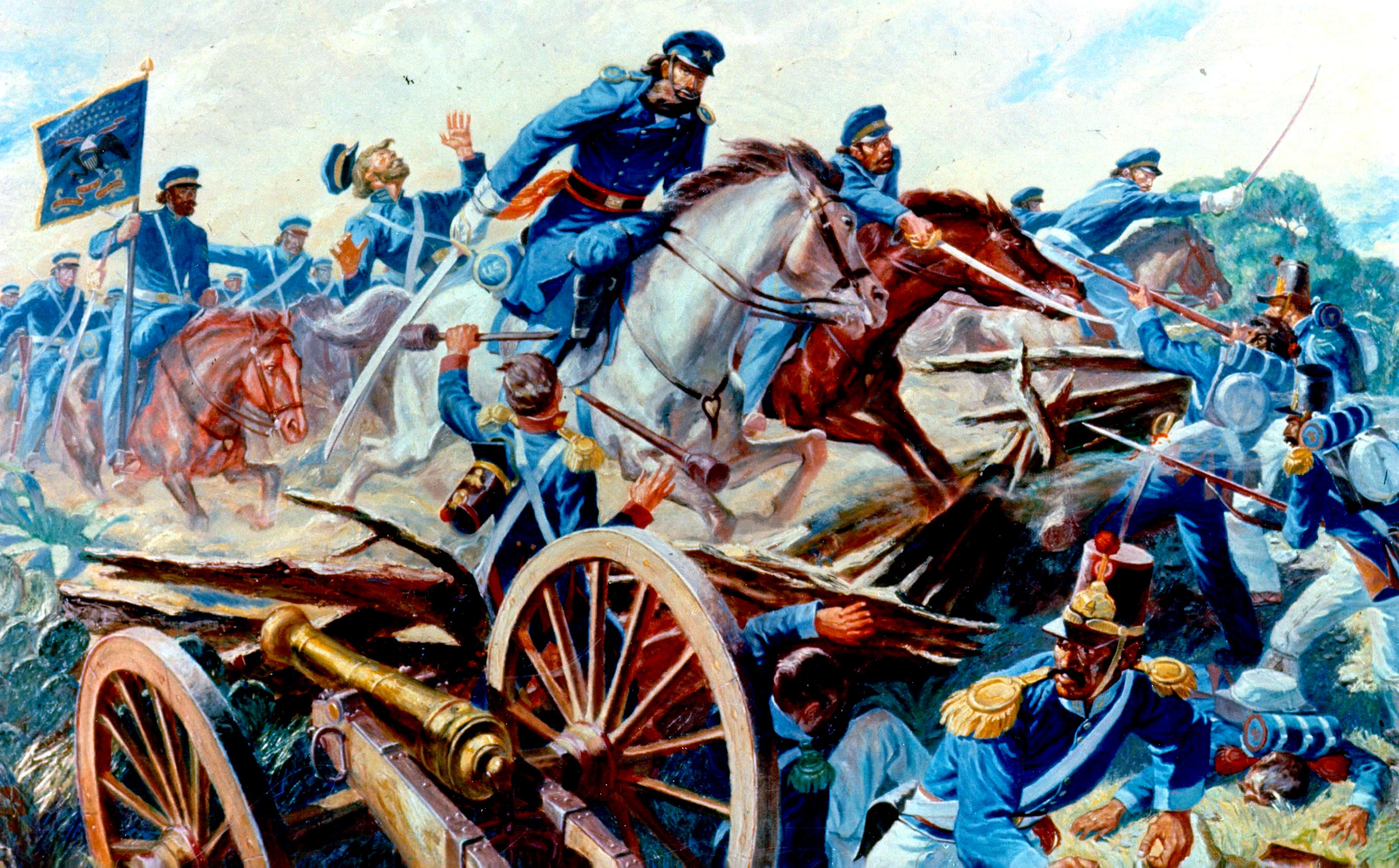
Bataille du Resaca de la Palma, 1846.

- 1841 : Expédition punitive à Samoa,
- 1842 : fin de la deuxième guerre Séminole.
- 1843 : combats en Côte d'Ivoire dans le cadre de la lutte contre le commerce des esclaves[4]
- 1846-1848 : guerre américano-mexicaine, les États-Unis d'Amérique annexent la moitié du territoire mexicain. Ce territoire est maintenant réparti en États : la Californie, le Nevada, l'Utah, l'Arizona, le Nouveau-Mexique, et une partie du Colorado.
- 1849 : année sans guerre (?)

### 1850 à 1900

#### 1850

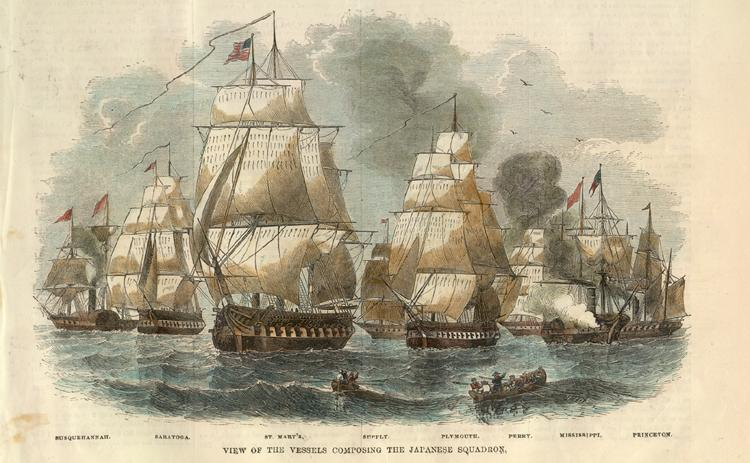
Représentation des Vaisseaux noirs du Commodore Perry.

- 1850 à 1851 : années sans guerre (?)
- 1852, 3 au 12 février, 17 septembre et en avril 1853 : Argentine, les Marines s'installent à Buenos Aires pour protéger les intérêts américains durant une guerre civile[3].
- 1853 : Nicaragua, protection des citoyens et des intérêts américains pendant des troubles politiques.
- 1853 et 1854 :
  - Japon, le commodore Matthew Perry menace le Japon avec ses Navires noirs, des canonnières, et oblige le Japon à s'ouvrir à l'Occident avec la convention de Kanagawa en 1854[5]
  - Archipel Ryūkyū, alors dans le royaume de Ryūkyū, inféodé à la Chine des Qing, et archipel d'Ogasawara. Le contre-amiral Perry utilise la force de dissuasion de sa flotte navale envers les autorités de Naha, sur l'île d'Okinawa, qui lui accordent la gestion d'une concession minière, les îles de Bonin, ainsi que des facilités commerciales.
- 1854, 13 juillet : Côte des Mosquitos, en représailles à une blessure faite à un consul américain en poste au Nicaragua, bombardement de Greytown (San Juan de Nicaragua) sur la Côte des Mosquitos par un sloop de guerre sans perte humaine[3].
- 1855 à 1858 : Troisième guerre séminole.
- 1855, 25 au 29 novembre : Uruguay, intervention américaine et européenne pour protéger leurs intérêts lors d’une tentative de révolution à Montevideo.
- 1856 : 
  - Chine, octobre et novembre, débarquement des marines à Canton lors de la seconde guerre de l'opium entre Chine et Royaume-Uni.
  - République de Nouvelle-Grenade, (région de Panama), débarquement des marines pour la protection des intérêts et ressortissants étrangers lors d'une insurrection[3].
- 1858 : 
  - Fidji, 6 octobre, débarquement des marines à la suite des meurtres de deux Américains pris dans une guerre tribale[3].
  - Uruguay, janvier , les marines débarquent à Montevideo avec des forces d'autres pays durant la révolution de 1858 en Uruguay pour la protection des ressortissants étrangers[3].
- 1859 :
  - Chine, pendant la seconde guerre de l'opium, les troupes américaines débarquent à Shanghai du 31 juillet au 2 août afin de protéger les intérêts américains.
  - Mexique, des troupes traversent le Rio Grande à la poursuite de bandits[3].
  - Paraguay, d'octobre 1858 à février 1859, déploiement d'une importante force navale[3].

#### 1860
- 1860 :

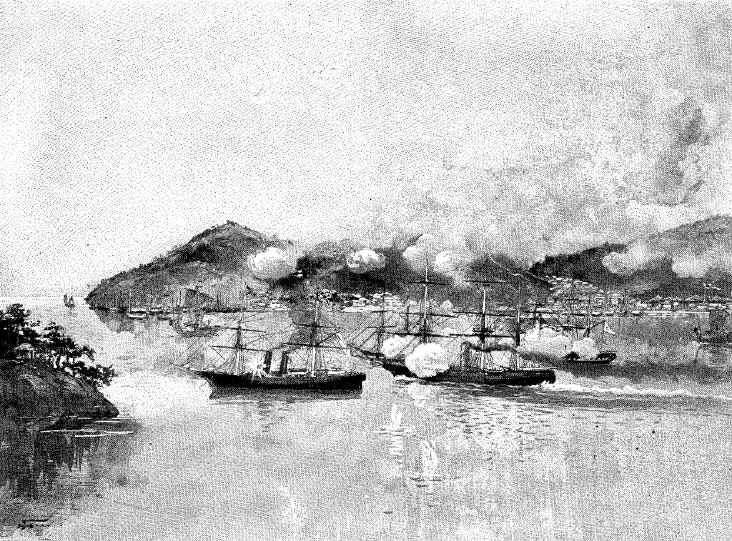
Bataille de Shimonoseki.

  - Angola portugais, intervention afin de protéger les citoyens et des biens américains lors d'une révolte d'Angolais à Kissembo contre le Portugal.
  - Colombie (région de Panama ), déploiement de forces navales.
- 1863, 16 juillet : Japon, bataille navale de Shimonoseki contre le Domaine de Chōshū.
- 1864, 14 juillet au 3 août : Japon, des troupes débarquent à Edo (actuellement Tokyo) pour la protection de l'ambassadeur des États-Unis et une démonstration de force[3].
- 1865 : Colombie (région de Panama), débarquement des marines.
- 1866 :
  - Chine juin et juillet , débarquement des marines à Yingkou (au Liaoning) après l'attaque d'un consul et de ses gardes[3].
  - 1866 : Mexique, des troupes envahissent et s'emparent de Matamoros, puis se retirent.
- 1867 :
  - Nicaragua 6 septembre, les marines débarquent à Managua et León[3].
  - Taïwan, 13 juin débarquement des marines à la suite du meurtre de l’équipage d'un navire marchand américain[3].
- 1868 :
  - Japon, 1er février au 4 avril les forces navales américaines sont déployées à Osaka, Hyōgo, Nagasaki, Yokohama et Nagata pour la protection des ressortissants étrangers durant la guerre de Boshin[3].
  - Uruguay, février : les marines débarquent à Montevideo à la demande des autorités uruguayennes pour la protection des ressortissants étrangers durant une insurrection[3].
  - Colón (ville du Panama), avril, débarquement des marines devant l'absence de police pour assurer la sécurité du chemin de fer du Panama[3].
- 1869 : année sans guerre (?)

#### 1870
- 1870 : année sans guerre (?)

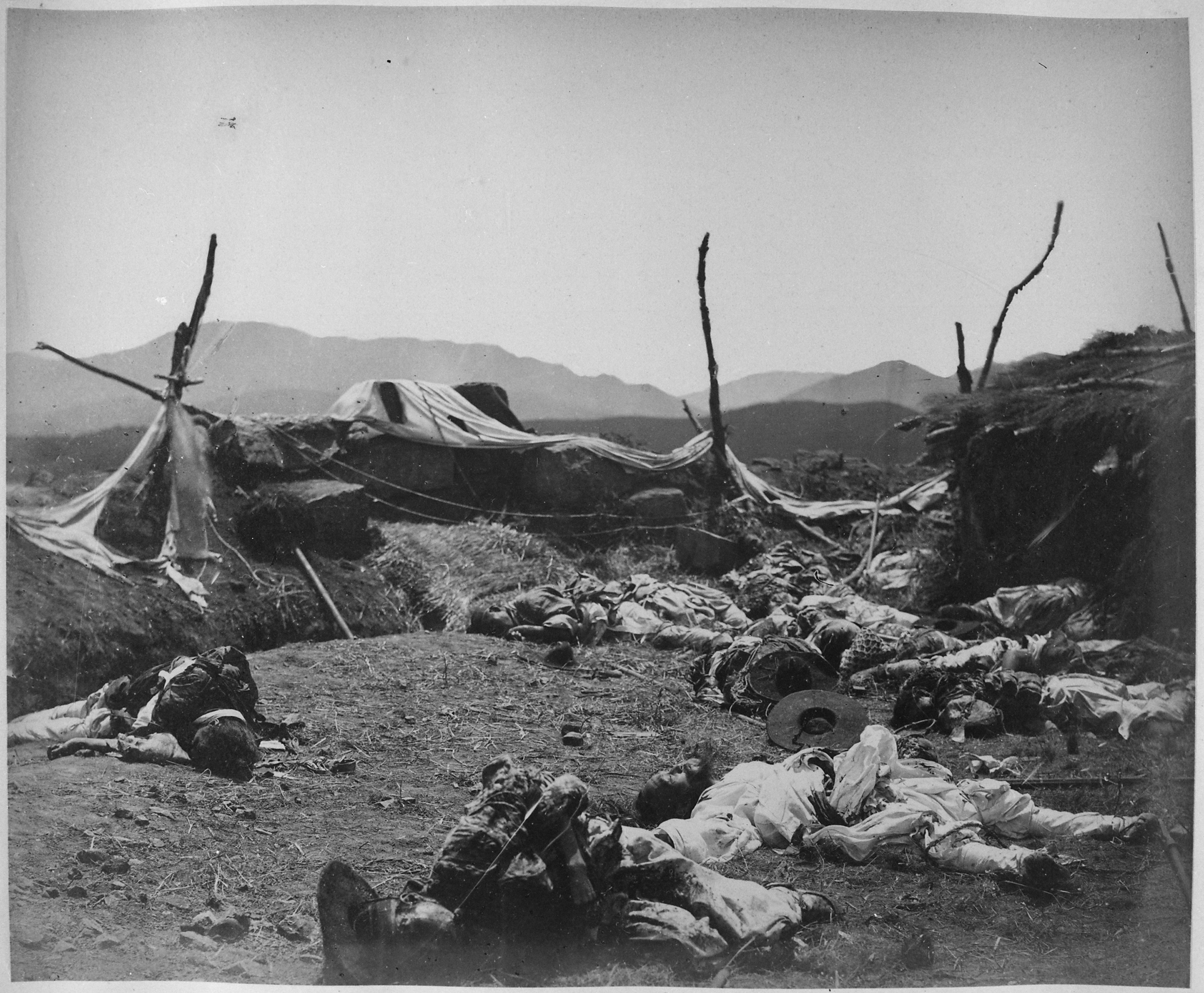
expédition de Corée.

- 1871 : Corée, expédition de Corée.
- 1872 : année sans guerre (?)
- 1873 : Colombie, déploiement de forces.
- 1874 : Hawaï, février, débarquement des marines à la demande des autorités locales pour le maintien de l’ordre[3].
- 1875 : année sans guerre (?)
- 1876 : Mexique, l'armée occupe à nouveau Matamoros.
- 1877 à 1879 : années sans guerre (?)

#### 1880

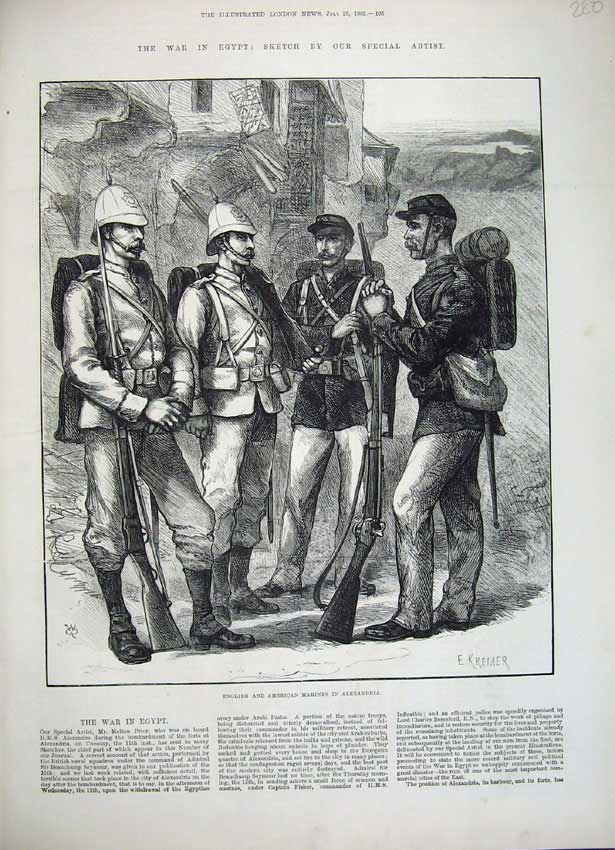
guerre anglo-égyptienne.

- 1880 à 1881 : années sans guerre (?)
- 1882 : Khédivat d'Égypte, 14 juin, expédition d'Égypte — débarquement de troupes durant un bombardement britannique durant la guerre anglo-égyptienne pour assurer la protection des ressortissants américains[3].
- 1883 à 1884 : années sans guerre (?)
- 1885 : 
  - Colombie (Région de Panama), des troupes débarquent à Colón et à Panama.
  - Samoa, déploiement d'une force navale.
- 1886 à 1887 : années sans guerre (?)
- 1888 : Haïti, débarquement de troupes.
  - Samoa, débarquement des marines.
- 1889 : Samoa, confrontation avec les forces navales allemandes.
  - Argentine, la marine débarque à Buenos Aires.

#### 1890
- 1890 : année sans guerre (?)

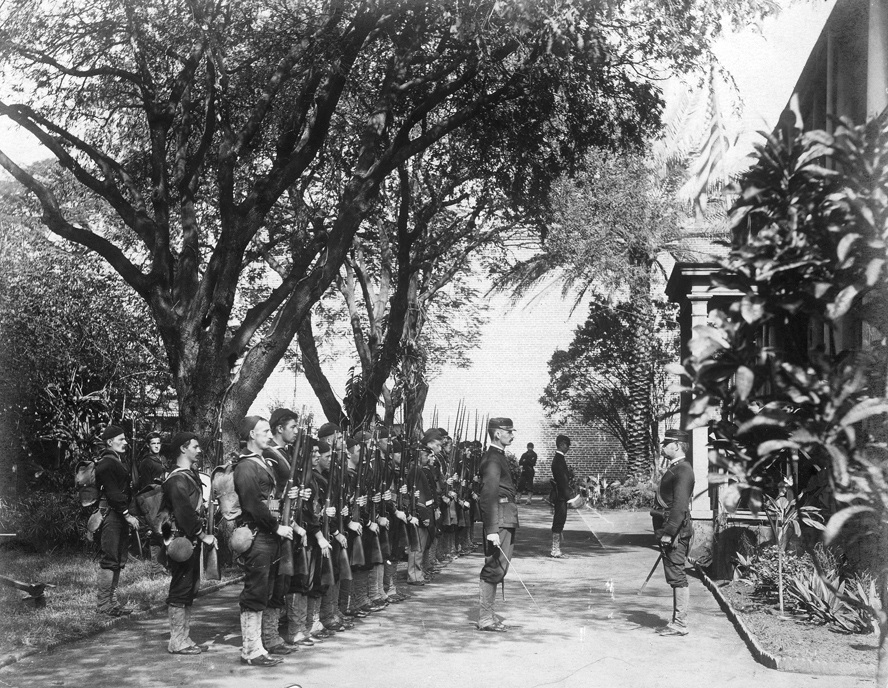
Annexion de Hawaï.

- 1891 : Chili, la marine américaine débarque dans la grande ville portuaire de Valparaíso.
  - Haïti, les marines débarquent sur l'île Navassa revendiquée par les États-Unis.
- 1892 : année sans guerre (?)
- 1893 : Hawaï, les États-Unis renversent la monarchie constitutionnelle et mettent en place un gouvernement « provisoire » sous l'autorité de Sanford Ballard Dole, annexion définitive en 1898.
- 1894 : Nicaragua, intervention à Bluefields afin de protéger les intérêts des États-Unis à la suite d'une révolution.
- 1895 à 1897 : trois années sans guerre (?)
- 1898 : Guerre hispano-américaine avec comme motif la libération de Cuba de la tutelle espagnole. Les États-Unis imposent la possibilité d'investissements financiers et un droit d'ingérence dans les affaires intérieures du pays. Construction d'une base militaire[5].
- 1898[5] toujours dans le cadre de la guerre hispano-américaine :
  - Porto Rico, Hawaï, Wake, Guam
  - Philippines
- 1898-1901 : Guerre hispano-américaine. À la suite de l'insurrection de Cuba contre les Espagnols, des navires américains sont envoyés pour protéger les intérêts de ce pays dans cette île, puis un gouvernement militaire d'occupation est mis en place par les États-Unis le 1er janvier 1899, jusqu'en 1902[6].
- 1899-1902 : Guerre américano-philippine

### 1900 à 1950

#### 1900

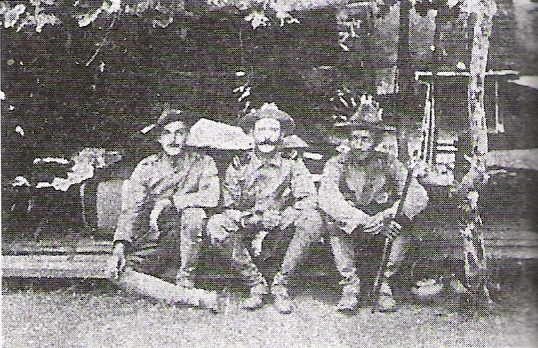
Révolte des Boxers.

- 1900 : Chine, participation à l'Alliance des huit nations qui intervient à Pékin pendant la révolte des Boxers.
- 1902 : Fin de la guerre américano-philippine.
- 1903 : Colombie, aide à une révolte, visant à la séparation de ce qui deviendra la république de Panama en vue de la construction du canal de Panama.
- 1903 : intervention en République dominicaine[6].
- 1904 : Crise de Saint-Domingue.
- 1905 : année sans guerre (?)
- 1906-1909 : interventions à Cuba[6].
- 1909 : intervention au Honduras[6].

#### 1910

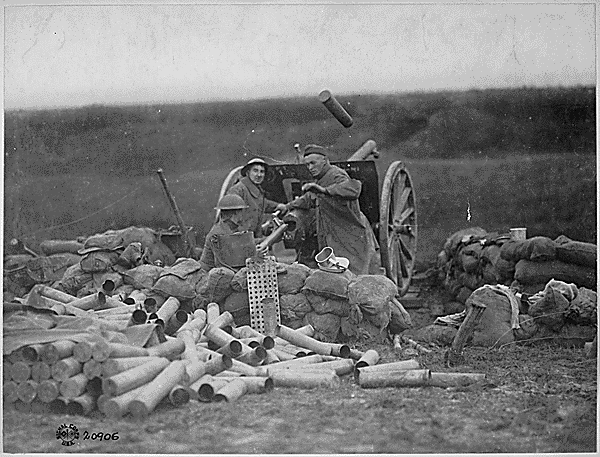
Premier tir américain sur le front lorrain avec un canon de 75 mm modèle 1897 français.

- 1910 à 1934 : Guerre des Bananes, se terminant avec la Politique de bon voisinage.
  - 1910, 1912, 1913 : troupes d'occupation au Nicaragua[6].
  - 1914, 21 avril au 3 novembre : troupes d'occupation à Veracruz, Mexique[7],[6].
  - 1914 : débarquement de troupes américaines à Haïti, qui y restent jusqu'en 1934[6].
- 1916-1917 : guerre de la frontière américano-mexicaine à la suite de l'incursion armée de Pancho Villa aux États-Unis[8]
- 1917 à 1918 : États-Unis dans la Première Guerre mondiale.
- De 1916 à 1924 : troupes d'occupation du corps des marines en République dominicaine[6].

#### 1920
- De 1922 à 1924, puis de 1926 à 1933 : Nicaragua : défense des intérêts des citoyens américains pendant des troubles politiques intérieurs[9],[6].
- 1922–1923 : Débarquement de marines en Chine à cinq reprises pour protéger les intérêts américains.
- 1924–1925 : Débarquements de marines à Shanghai pour protéger les ressortissants américains des émeutiers.
- 1926–1933 : Nombreux débarquements au Nicaragua pour protéger les intérêts américains.

#### 1930

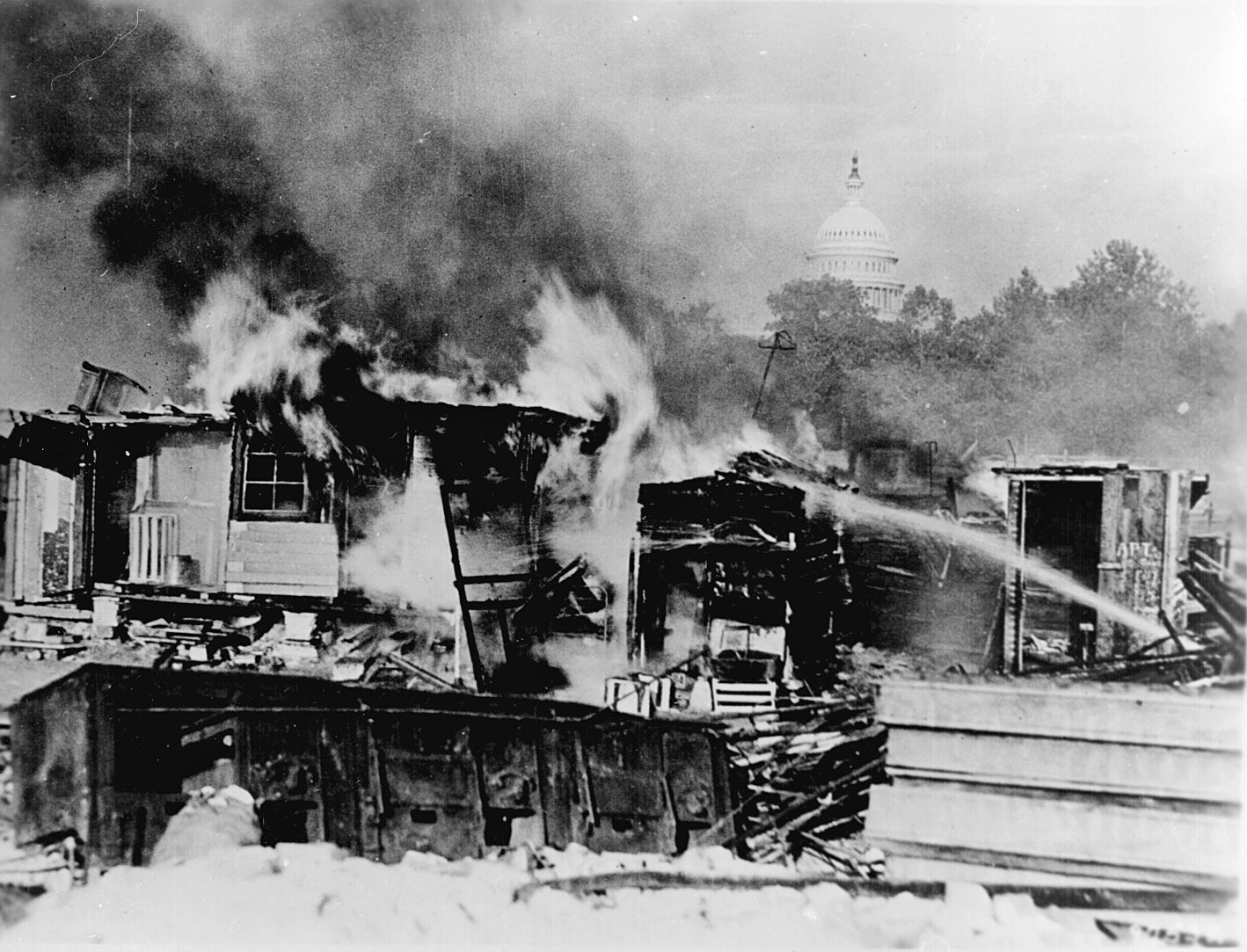
Destruction de la Bonus Army.

- 1932 : Débarquement d'un corps de protection pendant l'occupation japonaise de Shanghai.
- 1932 : Le gouvernement fait donner la troupe à Washington contre les manifestants de la Bonus Army.
- 1934 à 1939 : six années sans guerre (?)

#### 1940

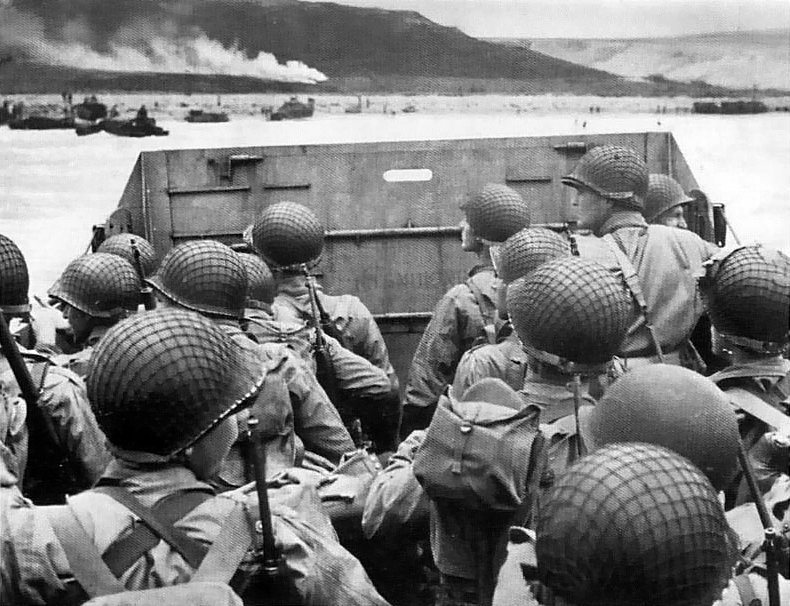
Débarquement le 6 juin 1944 à Omaha Beach.

- 1941 : Mise sous protectorat américain du Groenland.
- 1941 : Mise sous protectorat américain de l'Islande, avec le consentement de son gouvernement.
- 1941 à 1945 : États-Unis dans la Seconde Guerre mondiale.
  - Bombardements stratégiques durant la Seconde Guerre mondiale
  - 1942 : Opération Torch en Afrique du Nord : Opération Blackstone, Opération Brushwood, Opération Reservist, Opération Terminal.
  - 1943 à 1944 : Offensive de bombardement combinée.
  - 1944 : Opération Cadillac, Opération Fortitude.
  - 1944 : Opérations aériennes pendant la bataille de Normandie, Opérations navales pendant la bataille de Normandie.
  - 1945 : Raid sur Taipei en 1945.
- 1945 et 1946 : envoi de troupes en Chine pour désarmer les forces de l'armée impériale japonaise et rapatrier les ressortissants japonais après la capitulation de ce pays[10].
- 1946 : Philippines, soutien au gouvernement face à une insurrection.
- 1947 : Grèce, soutien logistique militaire au régime royaliste engagé dans la guerre civile grecque soutenu auparavant par le Royaume-Uni.
- 1948 à 1949 : années sans guerre (?)

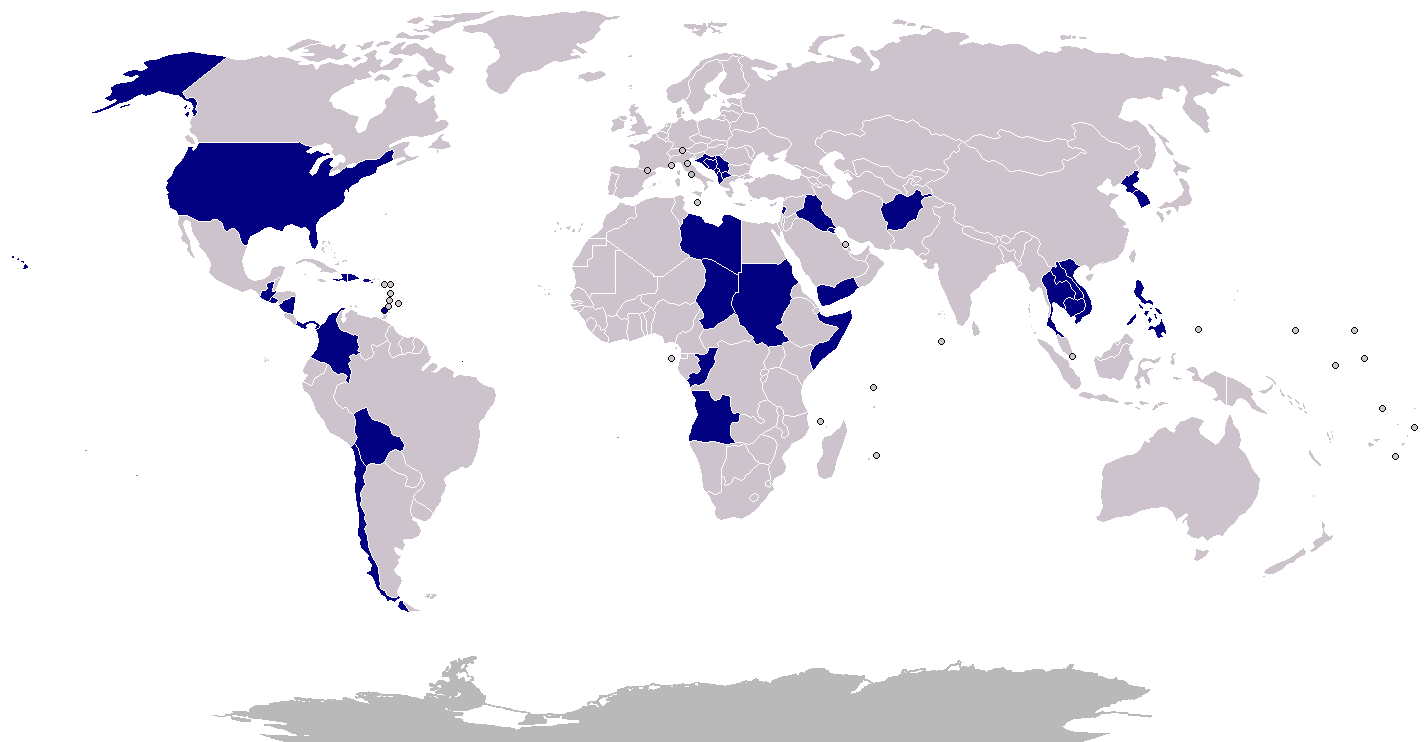
Carte des interventions dans le monde depuis 1950

### 1950 à 2000

#### 1950

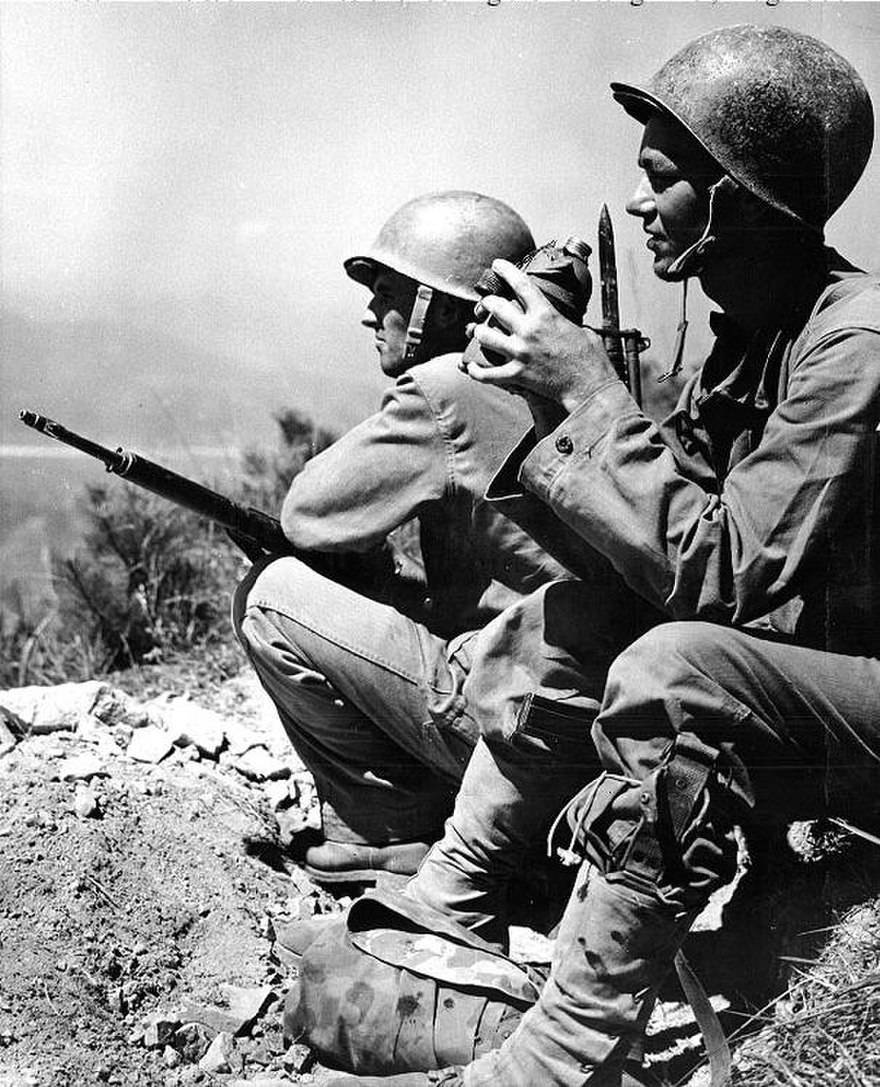
Guerre de Corée.

- 1950 à 1953 : guerre de Corée à la suite de l'invasion par la Corée du Nord de la Corée du Sud ; première intervention via l'ONU.
  - 1950 à 1952 : Bombardement de Pyongyang.
  - 1951-1953 : Opération Strangle (guerre de Corée), destruction des infrastructures routières puis ferroviaires de la Corée du Nord.
- 1953 : Iran : la CIA organise un coup d'État pour renverser le premier ministre Mohammad Mossadegh.
- 1954 : Guatemala, renversement du gouvernement en place.
- 1955 à 1957 : trois années sans guerre (?)
- 1958 : bombardements par des avions de la Civil Air Transport (futur Air America) de la CIA en un soutien infructueux à un mouvement de guérilla en Indonésie contre Soekarno[11].
- 1958: du 15 juillet au 25 octobre 1958, intervention au Liban dans le cadre de la doctrine Eisenhower et à la demande du président Camille Chamoun.
- 1959 : année sans guerre (?)

#### 1960

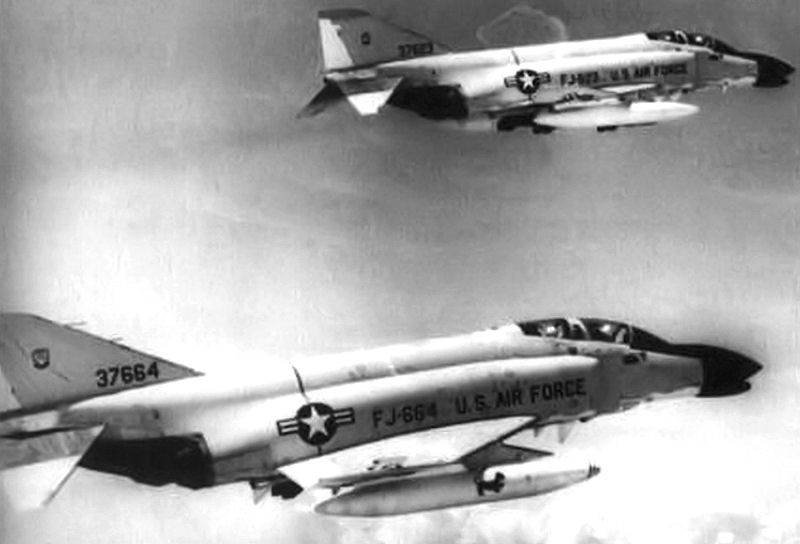
Guerre du Viêt Nam.

- 1960 : bombardements au Guatemala.
- 1961 : Cuba, échec du débarquement de la baie des Cochons des opposants à Fidel Castro (n'est pas une intervention officielle des États-Unis)[12].
- 1961 à 1973 :
  - Guerre du Viêt Nam, en août 1964, alors que des conseillers militaires américains sont présents au Sud Viêt Nam depuis une dizaine d’années, le président Johnson invoque une attaque fictive de deux destroyers américains par des torpilleurs nord-vietnamiens (incidents du golfe du Tonkin), pour demander au Congrès une résolution exprimant la détermination des États-Unis à « soutenir la liberté et à protéger la paix en Asie du Sud-Est ». La résolution adoptée autorise le président à utiliser la force militaire conventionnelle en Asie du Sud-Est sans déclaration de guerre officielle. Les États-Unis s’engagent alors dans un conflit ouvert qui durera jusqu’en 1975. Le nombre de militaires américains déployés au Viêt Nam atteint 543 000 en avril 1969. La guerre fut marquée par de puissantes manifestations aux États-Unis et de nombreux crimes de guerre sur place.
  - 1968 à 1973 : Opération Igloo White.
  - 18 mars 1969 — 26 mai 1970 : opération Menu au Cambodge oriental. Les États-Unis, à la demande secrète de Nixon et Kissinger, bombardent massivement le Cambodge, avec 3 875 sorties et 108 000 tonnes de bombes.
  - 11 novembre 1968 – 29 mars 1972 : opération Commando Hunt (en), bombardements au Laos et au Viêt Nam du Nord.
  - Diverses autres interventions au Cambodge, Laos et Viêt Nam.
- 1964 :
  - Au Brésil, soutien au renversement de João Goulart par la junte militaire qui instaure une dictature sur la période 1964-1985
  - Panama
  - Appui aérien clandestin au gouvernement local contre une guérilla via des mercenaires qui deviendront le noyau de l'aviation congolaise durant la crise congolaise en République démocratique du Congo[13].
- 1965 :
  - Indonésie, renseignements au gouvernement dans la répression du Mouvement du 30 septembre 1965 en Indonésie.
  - Occupation de la République dominicaine par les États-Unis à la suite d'une intervention dans une guerre civile avec l'appui de l'Organisation des États américains[6].
- 1967 à 1969 : formation des forces armées du Guatemala par les Special Forces.

#### 1970
- 1970 : Campagne du Cambodge.

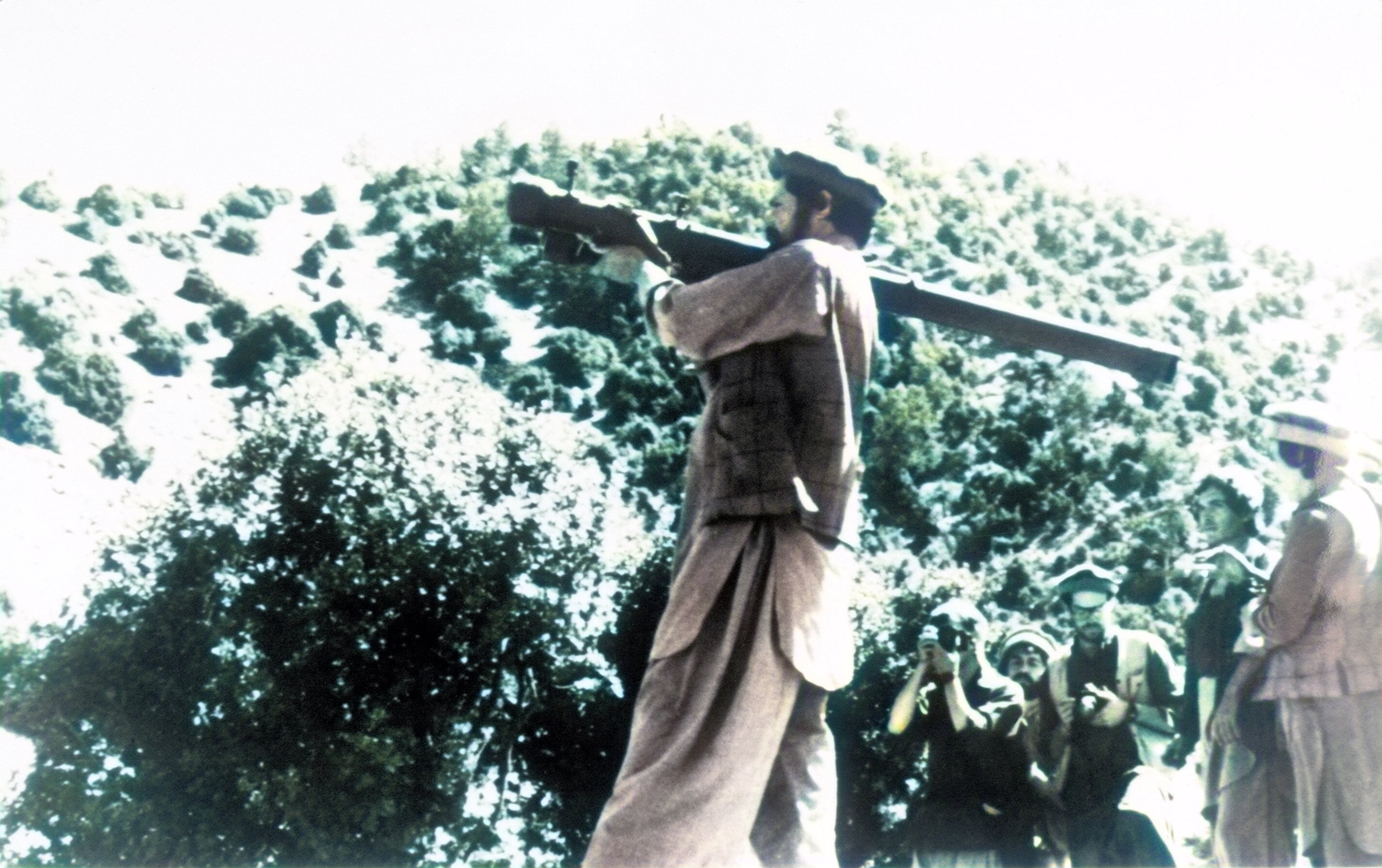
programme afghan de la CIA.

- 11 septembre 1973 : Chili, encouragement à un coup d'État du général Augusto Pinochet.
- 1973 : Pont aérien en faveur d'Israël lors de la Guerre du Kippour.
- Guerre du Viêt Nam
  - 1975 : Opération Eagle Pull
  - 1975 :  Chute de Saïgon, fin de la Guerre du Viêt Nam.
- 1976 à 1979 : quatre années sans guerre (?)
- 3 juillet 1979 : Afghanistan, « programme afghan » (1979 à 1992), armement par la CIA des moudjahidines afghans de divers groupes pour la guerre d'Afghanistan (1979-1989) contre l'URSS.

#### 1980

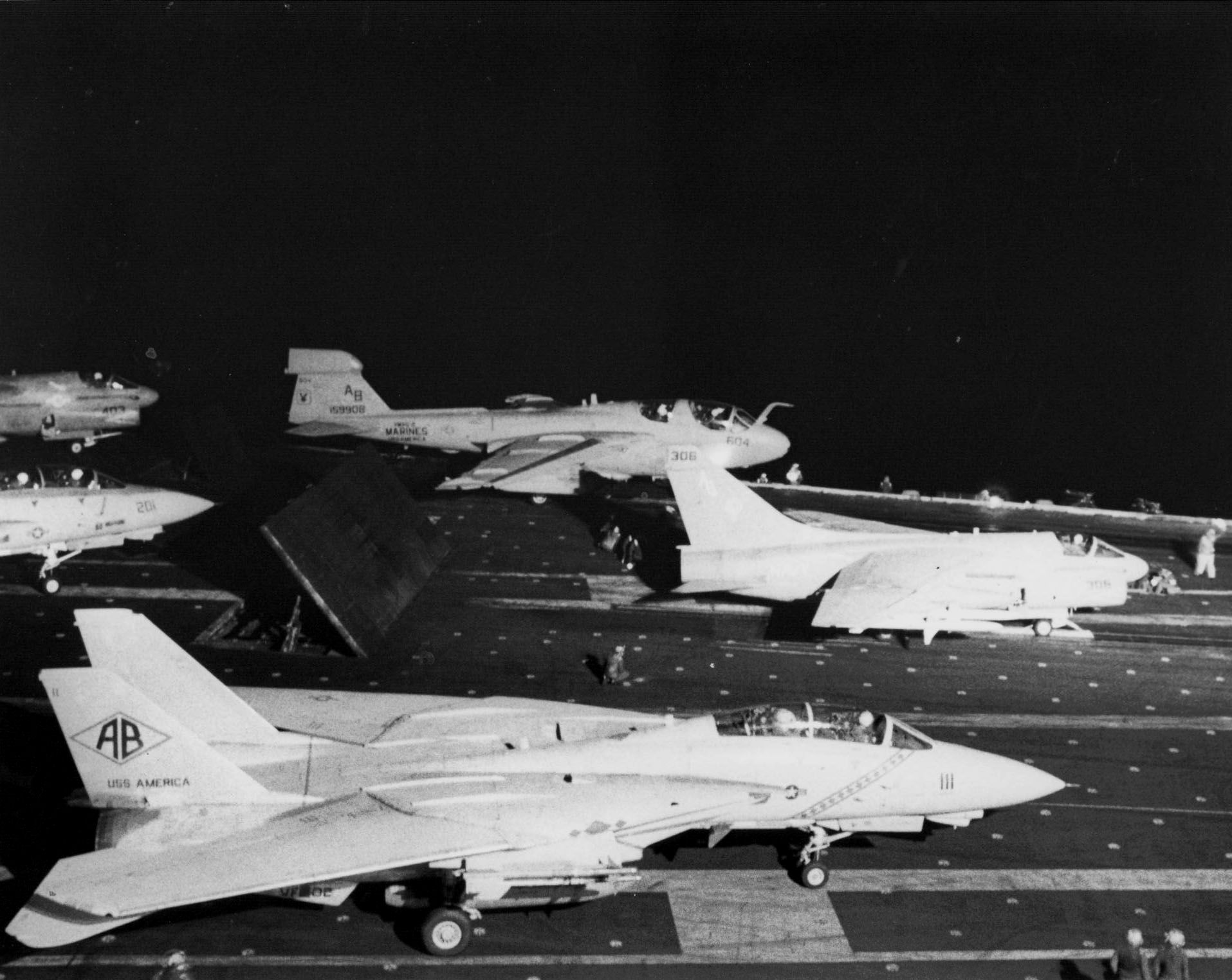
Bombardement de la Libye en 1986.

- 1980 à 1990 : Salvador, aide militaire au gouvernement et aux Escadrons de la mort, pour chasser la guérilla. 100 000 morts dans cette guerre civile.
- 1981 à 1988 : Nicaragua, soutien des contras situées au Honduras, afin de lutter contre les sandinistes du Nicaragua.
- 1982 à 1983 : Liban : Force multinationale de sécurité à Beyrouth, départ après un double attentat contre les QG américain et français.
- 1983 : 25 octobre 1983 - 15 décembre 1983 : Grenade : Invasion
- 1986, 14 avril : opération El Dorado Canyon, à la suite d'attentats terroristes en Europe deux pilotes américains tués (Attentat de Lockerbie). Bombardement de plusieurs centres politiques et bases militaires en Libye, 45 morts libyens.
- 1987 à 1989 : Opération Earnest Will et Opération Prime Chance dans le Golfe Persique.
- 1988, 18 avril : bataille des plates-formes pétrolières Sassan et Sirri face à l'Iran.
- 1988 : Opération Golden Pheasant.
- 1989 :
  - 1er au 7 décembre : Philippines, soutien au gouvernement contre un coup d'État[14].
  - Panama, 20 décembre : invasion du Panama par les États-Unis, renversement du général Manuel Noriega.

#### 1990

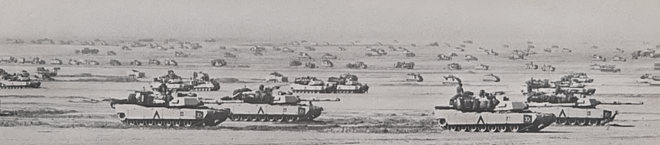
Une brigade de la 3e division blindée des États-Unis sur la ligne de départ de l'offensive terrestre de la guerre du Golfe de 1991.

- 1990 à 1991  : Opération Bouclier du désert.
- 1991 : guerre du Golfe (opération Tempête du désert) à la suite d'une requête du Koweït (occupé par l'Irak) à l'ONU. Avec le soutien de l'ONU et d'une coalition internationale.
- 1992-2003 : Opération Southern Watch, interdiction aérienne au nord de l'Irak.
- 1992-1993 : Somalie, opération Restore Hope, intervention militaire des États-Unis pour soutenir les Opérations des Nations unies en Somalie.
- 1992-1995 : Guerre de Bosnie-Herzégovine dans le cadre du Intervention de l'OTAN en Bosnie-Herzégovine :
  - 1993 : Macédoine, 350 hommes dans une force de maintien de l'ONU.
  - 1993-1994 : Opération Deny Flight.
  - 1994 : Incident de Banja Luka.
  - 1995 : Bosnie-Herzégovine, soutien aérien aux forces de l'ONU/OTAN sur place puis déploiement d'une force de maintien de la paix.
- 1994 : Haïti, opération Uphold Democracy pour installer le président élu Jean-Bertrand Aristide.
- 1996 : Opération Desert Strike.
- 1997 : Irak, Opération Northern Watch.
- 1998 : Irak, quatre jours de bombardement aérien sur des objectifs militaires et industriels.
- 1998 : le 20 août, double bombardement d'une usine de médicaments (soupçonnée d'appartenir à ben Laden) au Soudan et de camps d'entrainement terroristes en Afghanistan à la suite des attentats des ambassades américaines en Afrique du 7 août 1998.
- 1998 : Opération Desert Fox, Opération Desert Thunder.
- 1999 :
  - Bombardements de l’OTAN en République Fédérale de Yougoslavie (mars-juin 1999)(Serbie, Monténégro, Kosovo).
    - Bombardements de Novi Sad par l'OTAN.

  - Bombardement et intervention au sol de l'OTAN dans la guerre du Kosovo et déploiement depuis d'une force de maintien de la paix.
  - Timor oriental : soutien logistique aux forces de l'ONU pour son indépendance.

### 2000 à 2020

#### 2000
- 2000 : année sans guerre (?)

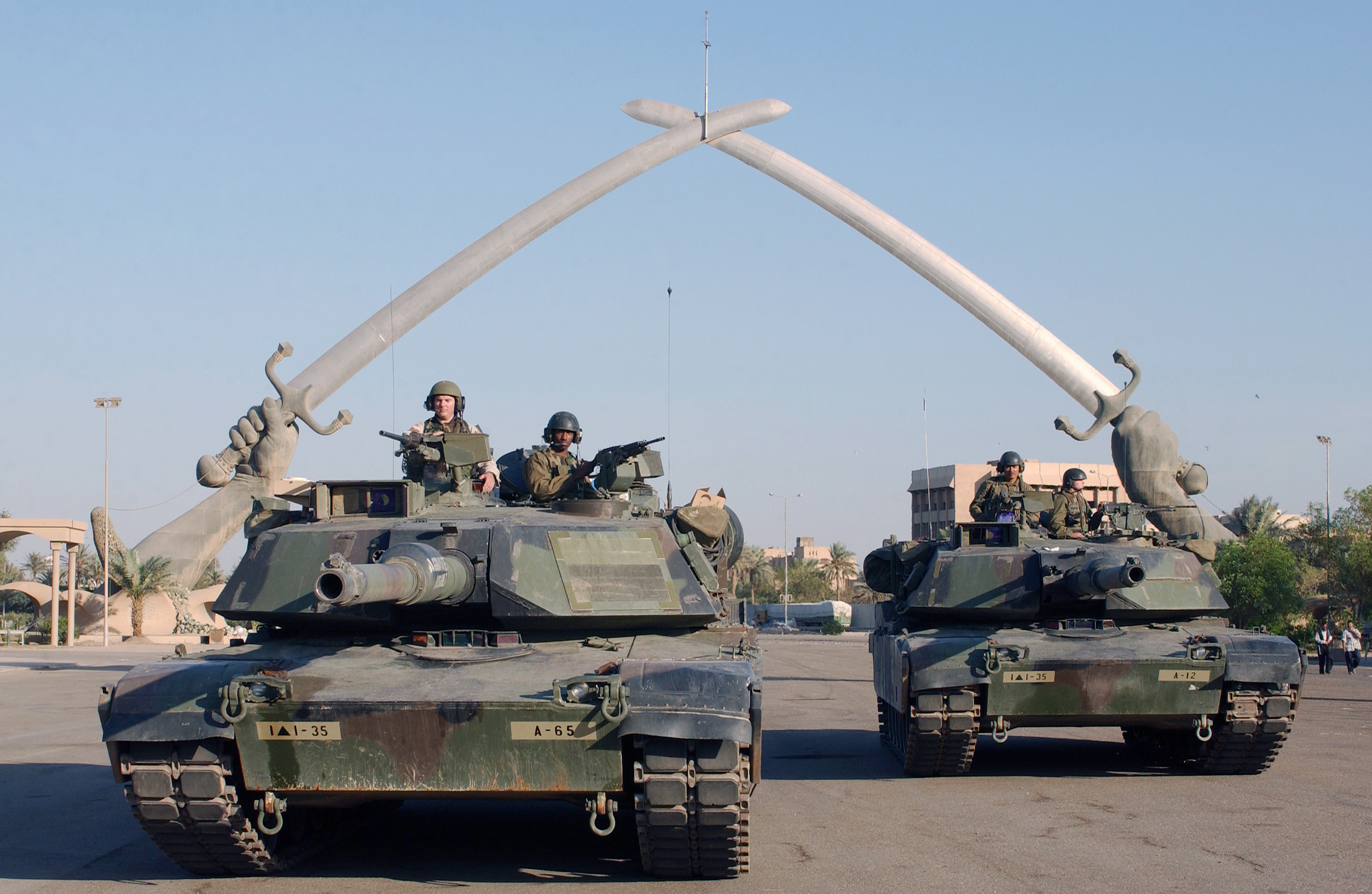
Chars M1 de la 1re Division blindée américaine à Bagdad devant les mains de la victoire commémorant la guerre Iran-Irak

- 2001 : la guerre contre le terrorisme est déclarée à la suite des attentats du 11 septembre 2001[15] : Opération Enduring Freedom.
- 2001-2021 : intervention en Afghanistan dans le cadre de cette guerre en accord avec l'ONU[16].
  - 2002 : Opération Jacana.
- 2002 : Philippines, dans le cadre de la guerre contre le terrorisme en soutien au gouvernement philippin contre des guérilla.
- 2003-2011 : guerre d'Irak, les États-Unis envahissent l'Irak avec le soutien du Royaume-Uni et d'autres nations en se passant de l'accord de l'ONU[17].
  - 2002-2003 : Opération Southern Focus.
  - 2003 : Invasion de l'Irak par les États-Unis en 2003.
  - 2004 :  Opération Cajun Mousetrap II
- 2004-2018 : attaques aériennes américaines au Pakistan en rapport avec la guerre d'Afghanistan.
- 2004 : coup d'État à Haïti, les États-Unis et le Canada, dans une intervention militaire et avec l'aide de la France, enlèvent le président haïtien Jean-Bertrand Aristide du pouvoir.
- 2005 : Asie du Sud-Est, Réponse humanitaire au séisme du 26 décembre 2004 dans l'océan Indien avec 16 500 militaires.
- 2006- en cours : bombardements aériens de cibles d’Al-Qaïda en Somalie, avec l'accord du gouvernement de ce pays.
- 2006 : Opération Olympic Games, cyberattaques contre le programme nucléaire iranien.

#### 2010
- 2011 : intervention militaire de 2011 en Libye.
  - 2011 : Opération Odyssey Dawn.
  - 2011 : Mort d'Oussama ben Laden.
- 2014 à 2019 : guerre contre l'État islamique en Irak et en Syrie, sans l'accord de cette dernière.
  - 2014 : Opération Inherent Resolve.
  - 2014 : Opérations aériennes de la coalition internationale en Syrie.
  - 2017 : Bombardement de la base aérienne d'Al-Chaayrate, en réponse à l'attaque chimique de Khan Cheikhoun.
- 2014 à (en cours 2025) : soutien militaire à l'Ukraine à la suite de l'invasion de la Russie :
  - 2014 : Opération Atlantic Resolve
- 2015 : Afghanistan, Bombardement du centre de soins de MSF à Kondôz.
- 2017 : Raid de Yakla au Yémen.
- 2017 : assistance des forces spéciales dans la bataille de Marawi, aux Philippines, contre des insurgés islamistes[18].
- 2018 : Bombardements de Barzé et de Him Shinshar, en réponse à l'attaque chimique de Douma.

#### 2020
- 2020 : Attaque aérienne de l'aéroport de Bagdad de 2020.
- 2023 à (en cours 2025) : soutien militaire à Israël :
  - 2023 : Opération Gardien de la prospérité en Mer Rouge
- 2024 : Bombardements américains du 3 février 2024 en Irak et en Syrie.
- 2024 : Frappes de janvier 2024 au Yémen.
- 2025 : Frappes en Iran